# Hervé Delamarre
Pour les articles homonymes, voir Delamarre.
Hervé Delamarre, né le 16 novembre 1967 à Bernay, est un céiste français de slalom. 

## Jeunesse
Originaire de Saint-Victor-d'Épine, Hervé débute le canoë-kayak à 12 ans, au début des années 1980 en compagnie de son frère Christian, en étant licencié au club de canoë-kayak de Brionne.
Doué, et particulièrement intéressé par le canoë monoplace, il rejoint en 1986 le club de Beaumont-le-Roger, qui domine à cette époque le slalom normand. Il intègre en 1988 le centre d'entraînement fédéral de Besançon, où il est placé sous la gouverne de Pierre Salamé, entraîneur de l’Équipe de France à cette période. En 1989, il est officiellement intégré à l’Équipe de France de canoë-kayak. En parallèle, il poursuit ses études en ébénisterie.

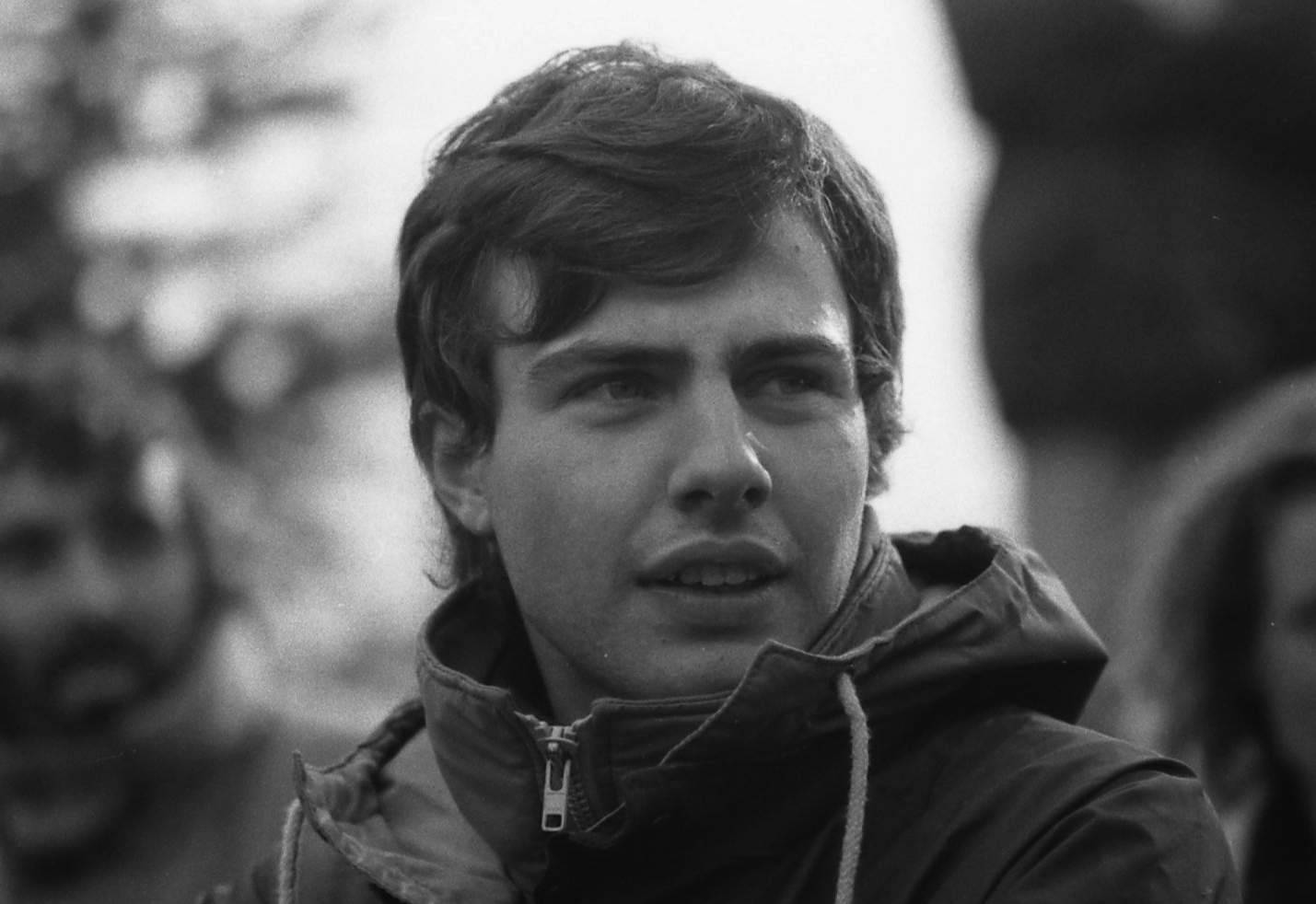
Hervé Delamarre, à 21 ans

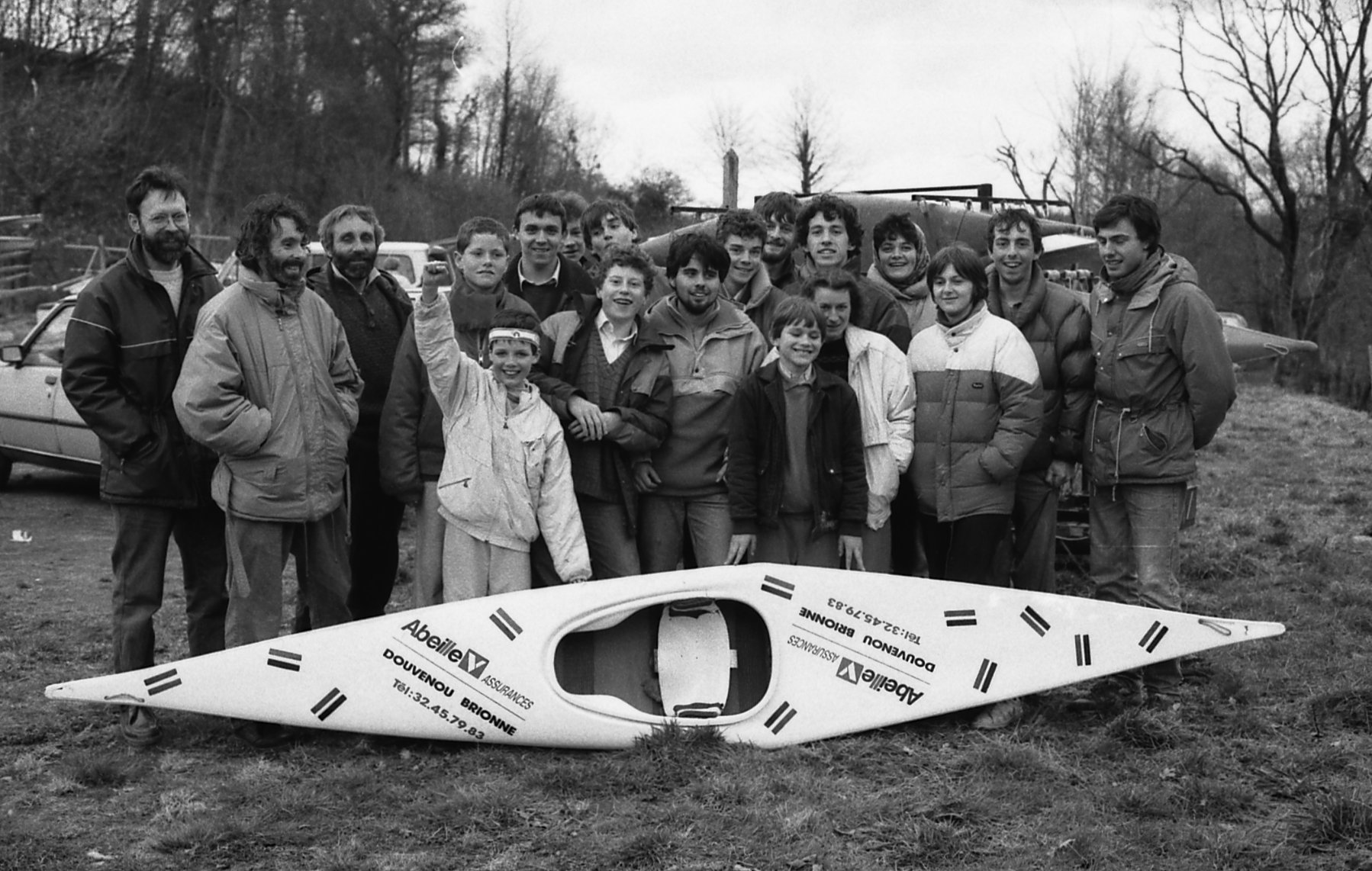
Le club de Beaumont-le-Roger lors des championnats de Normandie 1988, avec Hervé Delamarre (tout à droite sur l'image) en fer de lance

## Carrière internationale
Après un premier titre de champion de France en 1990, il fait ses débuts en Coupe du Monde cette même année, avec des résultats encore en demi-teinte. L'année suivante sera marquée par sa première médaille internationale, en canoë monoplace (C1) par équipe aux Championnats du monde 1991 à Tacen où il revient avec l'argent au sein du trio qu'il forme avec Emmanuel Brugvin et Jacky Avril (accompagnée d'une 12ème place en individuel). Il remporte également, cette même année, une médaille d'argent aux championnats de France en canoë monoplace, derrière Jacky Avril et termine troisième de la coupe du monde notamment à la suite d'une troisième place sur l'Eiskanal d'Augsbourg. 
L'année 1992 s'annonce donc sous les meilleurs auspices, d'autant plus que se profilent les Jeux Olympiques de Barcelone, où le canoë-kayak slalom fait son retour après 20 ans d'absence. La déception sera donc d'autant plus rude à cette occasion, car une longue maladie lui fait manquer la sélection pour les Jeux, d'où Jacky Avril ramènera la première médaille de l'histoire du canoë monoplace slalom français. Il décide alors de remettre tout à plat, de quitter Besançon et de partir s'entraîner à Rennes.
1993 est l'année de la revanche  : très motivé par sa déception olympique, il réalise sa meilleure année pagaie en main et remporte une médaille d'argent en individuel en C1 aux Championnats du monde 1993 à Mezzana (derrière Martin Lang) ainsi qu'un deuxième titre de champion de France. En 1994, il obtient un deuxième podium en carrière en coupe du monde au Japon, sur l'épreuve finale d'Asahi (3ème place) ainsi qu'une troisième place aux Championnats de France. L'année suivante, il obtient son troisième (et dernier) titre de champion de France sur le bassin du Tarn, au Saut du Sabo mais n'est pas qualifié pour les championnats du monde 1995 de Nottingham et mise tout son entraînement sur les Jeux olympiques d'été de 1996 à Atlanta, qu'il entrevoit comme "sa dernière grande échéance". Il rejoint à cet effet le meilleur club français à cette époque, les "rouges" de Golbey-Epinal-St Nabord (GESN). 
Effectivement qualifié pour les Jeux après la course de sélection de Saint-Pé-de-Bigorre, non sans une certaine émotion, il y termine cinquième de la finale de C1 slalom dominée par le tout jeune Michal Martikan, à trois secondes de la dernière marche du podium occupée par son collègue Patrice Estanguet.
Après s'être posé la question de continuer, il repart pour une olympiade jusqu'aux Jeux Olympiques de Sydney. Systématiquement membre de l'équipe de France durant cette période, il obtient plusieurs résultats importants en coupe du monde à cette époque, avec notamment sa victoire sur le bassin de Björbo, en 1997, et trois autres podiums (deux en 1998, un en 2000). Les Jeux Olympiques seront cependant une déception car le slalom manque de peu de disparaître du programme olympique, avant de revenir par la petite porte et avec un nombre réduit de quota (deux) par nation. Dans ce contexte, le premier quota olympique est réservé à Emmanuel Brugvin, champion du monde 1999, tandis que le deuxième fait l'objet d'une lutte féroce et fratricide entre les deux frères Estanguet, Tony et Patrice, duel que remportera le futur champion olympique. Dans ce contexte, Hervé Delamarre, en fin de carrière, ne peut pas réellement lutter et arrête sa carrière internationale dans la foulée.

## Profil
Arrivé tardivement au canoë-kayak (12 ans), Hervé connaît une éclosion assez tardive, avec ses premiers podiums mondiaux à 24 ans. 
Après une décennie 1980 ultra-dominée par les athlètes américains en canoë monoplace (notamment David Hearn et Jon Lugbill), l'équipe de France va progressivement remonter la pente à partir du début des années 1990. Hervé fait alors partie de la génération, avec notamment Jacky Avril, Emmanuel Brugvin et Patrice Estanguet (mais aussi Myriam Jérusalmi, Frank Adisson et Wilfried Forgues, dans d'autres disciplines du canoë-kayak slalom) qui, par le biais de nombreuses médailles mondiales créant une émulation de groupe importante, prépare l'éclosion à la fin des années 1990 du plus grand champion de l'histoire du canoë-kayak français : Tony Estanguet.
Doué et travailleur, doté d'un esprit méthodique, il est perpétuellement insatisfait de son niveau et de ses performances (à tel point que ses collègues de l'Equipe de France en viennent à le surnommer "Ouin-ouin"). Attiré par les grosses rivières, c'est un athlète engagé, qui n'hésite jamais à aller se mesurer à de puissants rapides.
Après sa carrière d'athlète, il restera quelques années entraîneur du GESN avant de se tourner vers d'autres missions pour la ville d’Épinal.

## Palmarès

### Jeux olympiques d'été
- 5ème des Jeux Olympiques d’Été de 1996 en C1 slalom.

### Championnats du monde de canoë-kayak
- Individuel :
  - 1993 : Vice-champion à Mezzana
- Par équipes :
  - 1991 : Vice-champion à Tacen

### Championnats de France de canoë-kayak
- trois fois champion de France (1990, 1993, 1995)

## Podiums individuels en Coupe du Monde
| Année | Date              | Bassin    | Position | Discipline |
| ----- | ----------------- | --------- | -------- | ---------- |
| 1991  | 7 juillet 1991    | Augsbourg | 3e       | C1         |
| 1994  | 18 septembre 1994 | Asahi     | 3e       | C1         |
| 1997  | 29 juin 1997      | Björbo    | 1er      | C1         |
| 1998  | 21 juin 1998      | Tacen     | 2e       | C1         |
| 1998  | 2 août 1998       | Wausau    | 2e       | C1         |
| 2000  | 18 juin 2000      | Ocoee     | 3e       | C1         |